# Ортис, Оскар Альберто
О́скар Альбе́рто Орти́с (исп. Oscar Alberto Ortiz; 8 апреля 1953, Чакабуко, Буэнос-Айрес, Аргентина) — аргентинский футболист, полузащитник. Провёл 23 матча и забил 3 гола в составе сборной Аргентины. Чемпион мира 1978 года.

## Карьера
Ортис начал профессиональную карьеру в 1971 году, в клубе «Сан-Лоренсо» за который он выступал 5 лет до 1976 года. В том же году он немного поиграл в Бразилии, в «Гремио», а затем снова вернулся в Аргентину. В 1977 году он начал играть за «Ривер Плейт». За 4 года он сыграл 101 матч и забил 10 голов. Выиграл четыре чемпионата Аргентины, три Метрополитано и один Насьональ. В 1981 году перешёл в «Уракан», а в следующем году в «Индепендьенте», где и завершил карьеру.

### Международная карьера
В сборной Ортис дебютировал в 1975 году. На чемпионате мира 1978 года он сыграл шесть матчей. Всего за сборную он провёл 23 матча и забил 3 гола.

## Достижения
- Чемпион Аргентины:
  - Метрополитано: 1972, 1977, 1979, 1980, 1983
  - Насьональ: 1972, 1974, 1979